# O Homem de Papel
O Homem de Papel é um filme brasileiro de 1976 dirigido por Carlos Coimbra.
Esse filme teve o título provisório de Volúpia de um Desejo, que consta no cartaz como subtítulo.

## Sinopse
O repórter policial Carlos envolve-se em tráfico de armas para fazer uma reportagem que lhe aumentasse a fama. Nessa busca, despreza a noiva e se envolve com uma mulher perigosa.
Rodado inteiramente em Fortaleza, trama tem perseguições de carros, assassinatos e lutas.

## Elenco principal
- Milton Moraes .... Carlos
- Vera Gimenez .... Renata
- Ziembinski .... Rivoni
- José Lewgoy .... Raul
- Teresa Sodré .... Marília
- Jece Valadão .... Jece
- Ezaclir Aragão .... Paulo
- Esdras Guimarães .... Castelo
- Eduardo Rodrigues .... Jeovah
- Stael de Almeida .... Alfredo
- Oliveira Filho .... Leonel
- Francisco Arruda .... Novaes
- José Raimundo Gondim
- Ricardo Guilherme
- Flávio Cavalcanti